# Jean-Philippe Thivet
Pour les articles homonymes, voir Thivet.
Jean-Philippe Thivet, né le 1er octobre 1978 à Épinal (Vosges), est un éditeur, philosophe, scénariste de bande dessinée et enseignant franco-belge, connu comme auteur des best-sellers Philocomix.

## Biographie

### Jeunesse et formation
Jean-Philippe Thivet naît le 1er octobre 1978 à Épinal,,. Sa mère, prénommée Colette, est historienne. Il grandit à Vittel auprès de sa sœur Anne, qui sera elle aussi historienne, connue sous le nom de Anne Idoux-Thivet (bg). Il voue une passion à la philosophie, à la bande dessinée, à Tintin en particulier, et au livre en général. 
Il étudie en Suède à la Lund School of Economics and Management (en) en 2000,. Il sort diplômé de l'ESCP Business School en 2002,.

### Début de carrière
Il commence sa carrière dans l'édition comme directeur marketing et relations publiques pour le compte des éditions Flammarion/Casterman ou encore Gallimard. Une activité qu'il mènera pendant 10 ans.

### Multimédia
Entre 2012 et 2022, il se concentre sur des projets novateurs à la jonction du livre, de la musique et des technologies numériques. Il accompagne le développement de la plateforme américaine LingoZING! fondée par Kyra Pahlen, qui vise à l'apprentissage des langues par le biais de la bande dessinée ; de la jeune pousse franco-coréenne delitoon (webtoons en langue française). Il est aussi producteur au sein de sa propre maison de disques Microcultures comme associé, et pour laquelle il développe un modèle de production en marque blanche. À ce titre, il accompagne la sortie d’albums sur le label éponyme. Le Pixel Lab Prize 2015 lui est décerné par le festival Power to the Pixel à Londres. Il a aussi travaillé pour Grand Braquet.

### Scénariste de bande dessinée
Il collabore avec Jérôme Vermer pour écrire le scénario des trois tomes de la série de bande dessinée Philocomix. Le premier volume intitulé : 10 philosophes 10 approches du bonheur est dessiné par Anne-Lise Combeaud, est publié aux éditions parisiennes Rue de Sèvres avec un tirage initial de 18 000 exemplaires en 2017. Cette bande dessinée humoristique et édifiante porte sur les racines de la recherche du bonheur. Le P'tit Libé en recommande la lecture aux adolescents.
Fabienne Pasau sur les ondes de La Première en parle comme d' : « une BD amusante qui nous rend un peu plus intelligent ». En 2020, il livre Dix nouvelles approches du bonheur qu'il résume par « N’oublie pas, c’est toi qui définis qui tu es. Et c’est une chance ! Tout est possible ! ». Deux ans plus tard, sort le troisième volet Métro, boulot, cogito dessiné par M. la Mine. La série est traduite en huit langues dont l'italien, l'espagnol, le coréen, l'indonésien, le vietnamien, le chinois simplifié.
Leur dernière collaboration Libres de penser : dix femmes, dix vies philosophiques est publiée chez le même éditeur en 2023. L'ouvrage part du constat de l’absence, à quelques exceptions près, de femmes dans les trois tomes de leur histoire de la philosophie en bande dessinée. Avec l’aide de l’historienne Anne Idoux-Thivet (bg) et de la dessinatrice Marie Dubois, ils racontent dans ce roman graphique les vies de dix femmes philosophes dont Louise Michel, Nathalie Sarraute ou Simone de Beauvoir. Selon Daniel Couvreur, dans Le Soir : « [...] l’ouvrage tire de l’ombre de beaux esprits, forts et lumineux ».
En parallèle, il scénarise des titres consacrés à l’histoire de son pays d'adoption, la Belgique. Il est directeur éditorial et coscénariste de la série de bande dessinée historique Bruxelles, centrée sur la capitale dont 3 volumes paraissent dans la collection « L'histoire dans l'Histoire » aux éditions Petit à petit de 2017 à 2019,,. En 2025, il conte, avec la collaboration du scénariste Arnaud de la Croix, l'histoire de la famille royale belge dans Les Rois des Belges, dessinée par Vicente Cifuentes aux éditions Le Lombard.

### Autres activités
En 2018, Jean-Philippe Thivet est invité dans le cadre du cycle des conférences de La Libre Belgique à discourir sur les voies du bonheur,. En 2022, il prend la direction de la succursale belge de L'École des loisirs. Il partage son temps depuis avec ses activités d’auteur. Il intervient auprès de professionnels dont notamment avec la Scam Belgique-SACD, le PILEn ou béla. Il siège en tant que vice-président au sein de la Commission des écritures et du livre de la Fédération Wallonie Bruxelles. 
Parallèlement, Jean-Philippe Thivet enseigne en master édition à La Sorbonne.

### Vie privée
Il réside à Bruxelles, depuis 2002. Il réside à Schaerbeek en 2025. Il est le père de deux enfants : Charlotte et Valentin.

## Publications

### Albums de bande dessinée

#### Philocomix
- 1. 10 philosophes 10 approches du bonheur[23],[24],[25],[26],[27], Rue de Sèvres, Paris, 23 août 2017
Scénario : Jean-Philippe Thivet, Jérôme Vermer - Dessin et couleurs : Anne-Lise Combeaud -  (ISBN 978-2-369-81367-5),Rééditions en 2019  (ISBN 978-2-8102-0416-8) et 2020  (ISBN 978-2-8102-1611-6).
- 2. Dix nouvelles approches du bonheur - Pour être heureux ensemble[28],[29],[30],[31],[32]!!!, Rue de Sèvres, Paris, 3 juin 2020
Scénario : Jean-Philippe Thivet, Jérôme Vermer - Dessin et couleurs : Anne-Lise Combeaud -  (ISBN 978-2-369-81923-3)
- 3. Métro, boulot, cogito[33],[34],[35],[36], Rue de Sèvres, Paris, 21 septembre 2022
Scénario : Jean-Philippe Thivet, Jérôme Vermer - Dessin et couleurs : M. la Mine -  (ISBN 978-2-8102-0131-0)

#### Bruxelles
- 1. Des Celtes aux Ducs de Bourgogne - De -25 à 1478 après J-C, Petit à petit, coll. « L'histoire dans l'Histoire », Rouen, 6 octobre 2017
Scénario : Jean-Philippe Thivet, Arnaud de la Croix - Dessin : Chandre, Thomas Balard - Couleurs : Antoine Kompf, François Fleury -  (ISBN 979-10-95670-36-0) — également concepteur de la série et directeur éditorial[19].
- 2. De Charles Quint à la Révolution brabançonne, Petit à petit, coll. « L'histoire dans l'Histoire », Rouen, 15 octobre 2018
Scénario : Jean-Philippe Thivet, Arnaud de la Croix - Dessin : Chandre - Couleurs : François Fleury -  (ISBN 979-10-95670-68-1)
- 3. De Waterloo à l'Europe[37], Petit à petit, coll. « L'histoire dans l'Histoire », Rouen, 20 septembre 2019
Scénario : Jean-Philippe Thivet, Arnaud de la Croix - Dessin : Chandre, Thomas Balard, Théo Dubois d'Enghien, Geoffroy Kestemont - Couleurs : François Fleury, Didier Ray -  (ISBN 979-10-95670-89-6)

### Romans graphiques
- Libres de penser - Dix femmes, dix vies philosophiques[38],[39],[40],[41],[42], Rue de Sèvres, Paris, 1 mars 2023
Scénario : Anne Idoux-Thivet, Jean-Philippe Thivet, Jérôme Vermer - Dessin et couleurs : Marie Dubois -  (ISBN 978-2-8102-0339-0)

### En revues et journaux
- La Question philo, avec Épicure dans Causette no 91, 2018[4]
- La Question philo, avec Aristote dans Causette no 92, 2018[4]
- La Question philo, avec Schopenhauer dans Causette no 93, 2018[4].

## Prix et récompenses
- 2015 :
  - Pixel Lab Prize 2015, décerné par le festival Power to the Pixel à Londres pour Obscurcia[Note 1],[10],[2],[3] ;
  - Lauréat d'une bourse d'aide au développement de la Fédération Wallonie-Bruxelles pour Obscurcia[4],[3] ;
  - Lauréat d'une bourse de tutorat "projet audiovisuel" de la Fédération Wallonie Bruxelles pour ComicStarter TV[4],[3] ;
- 2016 : Lauréat d'une bourse d'aide à l'édition de la Fédération Wallonie-Bruxelles pour Le Tour de Belgique de Monsieur Iou[4].